# Harmen Sytses Sytstra
Harmen Sytses Sytstra (* 14. Januar 1817 in Midlum; † 4. April 1862 in Baard) war ein westfriesischer Dichter.
Sytstra absolvierte eine Bäckerlehre, wurde später aber Lehrer. Als Lyriker der Romantik verpflichtet bearbeitete er ansonsten auch häufig satirische Stoffe oder Fabeln. Von ihm stammen neben Gedichten und Erzählungen ein Lustspiel sowie eine Reihe von Aufsätzen. Seine Vision eines Großfrieslands spiegelt sich in seinem Werk.

## Werkauswahl
- Hwet habba de Fryske scruers yn acht to nimen, 1845

## Quelle
- Gero von Wilpert (Hrsg.): Lexikon der Weltliteratur. Fremdsprachige Autoren. Kröner 2004, S. 1757.

| Personendaten    | Personendaten           |
| ---------------- | ----------------------- |
| NAME             | Sytstra, Harmen Sytses  |
| KURZBESCHREIBUNG | westfriesischer Dichter |
| GEBURTSDATUM     | 14. Januar 1817         |
| GEBURTSORT       | Midlum                  |
| STERBEDATUM      | 4. April 1862           |
| STERBEORT        | Baard                   |